# Li S’
Li S’ (čínsky pchin-jinem Lǐ Sī, znaky 李斯) (přibl. 280 př. n. l. – září nebo říjen 208 př. n. l.) byl v letech 246 př. n. l. až 208 př. n. l. vlivným prvním ministrem (kancléřem) feudálního státu a později dynastie Čchin. Byl slavným legistickým filozofem a znám byl také jako kaligraf. Li S’ sloužil pod dvěma vládci: Čchin Š’-chuangem, králem státu Čchin a pozdějším prvním čínským císařem, a jeho synem Er Š’-chuangem. Jako mocný ministr stál v centru státní politiky, včetně politiky vojenského dobývání, drakonincké centralizace státní kontroly, standardizace vah, měr a písma a perzekuce konfucianismu.

## Život a dílo
Li S’ byl původem z království Čchu a v době svého mládí byl v tomto státě nižším úředníkem.
Li S’, podobně jako Chan Fej (韓非), byl žákem Sün-c’a (荀子). Jedna z Li S’ových nejslavnějších próz Rada proti vyhánění imigrantů (諫逐客書, Ťien ču kche šu) byla napsána jako reakce na striktní čchinský edikt o vyhnání všech cizích přistěhovalců z čchinského území.
Li S’ pevně věřil ve vysoce byrokratický systém a má se za to, že stál za efektivitou státu Čchin a úspěchem jeho vojenského dobývání. Významnou roli při systematizaci standardních měr a měny po sjednocení Číny. Napomohl rovněž systematizaci psané čínštiny, když jako císařský standard uzákonil tzv. malé pečetní písmo, které se používalo ve státě Čchin, a zakázal variantní znaky v rámci čchinského písma, stejně jako variantní písma jednotlivých dobytých území. Li S’ nicméně malé pečetní písmo sám nevynalezl, jak tvrdí obecně rozšířená legenda.
Podle S’-ma Čchienových Zápisků velkého historika byl Li S’ odpovědný za smrt Chan Feje. Chan Fej, nižší princ státu Chan, byl vynikajícím spisovatelem, jehož eseje upoutaly pozornost krále Čchinů. Když stát Čchin vyhlásil státu Chan válku, byl Chan Fej vyslán jako diplomat do státu Čchin. Li S’, který Chan Fejovi záviděl jeho intelekt, přesvědčil čchinského krále, že nemůže Chan Feje poslat zpět (neboť jeho vynikající schopnosti by byly pro Čchin hrozbou) ani jej zaměstnat (protože by nebyl ke státu Čchin loajální). V důsledku toho byl Chan Fej uvězněn a Li S’ jej přesvědčil, aby spáchal sebevraždu jedem.
Podle S’-ma Čchiena Li S’ také přesvědčil Čchin Š’-chuanga, aby potlačoval intelektuální opozici. Když proti tomu konfuciánští učenci protestovali, bylo 460 z nich zaživa pohřbeno. V roce 214 př. n. l. Li S’ sám koncipoval edikt, kterým bylo v roce 213 př. n. l. nařízeno rozsáhlé ničení historických záznamů a literatury, včetně klíčových konfuciánských textů, které považoval za škodlivé pro blaho státu.
Když Čchin Š’-chuang-ti na své cestě mimo hlavní město zemřel, Li S’ a hlavní eunuch Čao Kao zatajili, že zesnulý císař určil svého nástupce, způsobili, že korunní princ spáchal sebevraždu, a dosadili na jeho místo jiného prince, Čchin Er Š’ho, který vládl jako císař Er Š’-chuang-ti. V průběhu bouřlivého období, které následovalo, Čao Kao přesvědčil nového císaře, aby do státních funkcí jmenoval jeho přívržence. Když dostatečně upevnil svou mocenskou základnu, nechal Čao Kao Li S’e v roce 208 př. n. l. zabít, a to zvláště strašným způsobem – Li S’ byl veřejně rozpůlen. Er Š’-chuang-ti se poté obrátil proti Čao Kaovi, který ale v roce 207 př. n. l. císaře zabil. Další císař, C’-jing, pak zabil Čao Kaoa, načež byl sám zabit, a dynastie zanikla.
Li S’ je zmíněn v románu Eliase Canettiho Auto-da-fe (1935). Postava Li S' se objevuje také ve filmu Stín imperátora (1996).